# Cinque Nazioni 1969
Il Cinque Nazioni 1969 (in inglese 1969 Five Nations Championship; in francese Tournoi des Cinq Nations 1969; in gallese Pencampwriaeth y Pum Gwlad 1969) fu la 40ª edizione del torneo annuale di rugby a 15 tra le squadre nazionali di Francia, Galles, Inghilterra, Irlanda e Scozia, nonché la 75ª in assoluto considerando anche le edizioni dell'Home Nations Championship.
Per la ventiquattresima volta fu il Galles ad aggiudicarsi il titolo finale, impreziosito anche dal Triple Crown giunto dopo 4 anni dall'ultimo.
Sorprendentemente la Francia, vincitrice l'anno prima, non andò, come massimo risultato, oltre un pari 8-8 contro lo stesso Galles che negò ai Dragoni la possibilità dello Slam conseguito dai francesi proprio l'anno prima: fu l'unico punto dei Bleus in tutto il torneo chiuso con il Cucchiaio di legno in fondo alla classifica.
Il valore delle marcature, come stabilito dall’IRFB nel 1948, era: 3 punti per ciascuna meta (5 se trasformata), 3 punti per la realizzazione di ciascun calcio piazzato, mark o drop.

## Nazionali partecipanti e sedi
| Squadra     | Città     | Impianto interno      |
| ----------- | --------- | --------------------- |
| Francia     | Colombes  | Stadio Yves du Manoir |
| Galles      | Cardiff   | Arms Park             |
| Inghilterra | Londra    | Twickenham            |
| Irlanda     | Dublino   | Lansdowne Road        |
| Scozia      | Edimburgo | Murrayfield           |

## Risultati
| Arbitro: | Larry Lamb |

|            |      |           |
|            | mt   | J. Telfer |
|            | tr   | Blaikie   |
| Villepreux | c.p. |           |

| Arbitro: | Larry Lamb |

|             |      |                |
| Moroney     | mt   | Trillo         |
| Moroney     | tr   |                |
| Moroney (3) | c.p. | Villepreux (2) |
| McGann      | drop |                |

| Arbitro: | Kevin Kelleher |

|         |      |                             |
|         | mt   | G. Edwards B. John Richards |
|         | tr   | Jarrett                     |
|         | c.p. | Jarrett (2)                 |
| Blaikie | drop |                             |

| Arbitro: | Bob Burrell |

|             |      |            |
|             | mt   | Duckham    |
| Kiernan     | tr   | Hiller (4) |
| Kiernan (2) | c.p. |            |
| McCann      | drop |            |

| Arbitro: | Paddy d'Arcy |

|                          |      |        |
| Fielding Rollitt R. Webb | mt   | Bonal  |
| Hiller (2)               | tr   | Lacaze |
|                          | drop | Lacaze |

| Arbitro: | Meirion Joseph |

|  |    |                                |
|  | mt | Bresnihan Duggan Gibson McGann |
|  | tr | Moroney (2)                    |

| Arbitro: | Doug MacMahon |

|                                   |      |             |
| Morris Taylor Watkins D. Williams | mt   | Gibson      |
| Jarrett (3)                       | tr   | Kiernan     |
| John                              | c.p. | Kiernan (2) |

| Arbitro: | Charles Durand |

|             |      |          |
| Duckham (2) | mt   |          |
| Hiller      | tr   |          |
|             | c.p. | P. Brown |

| Arbitro: | Bob Burrel |

|            |      |                     |
| Campaes    | mt   | G. Edwards Richards |
| Villepreux | tr   | Jarrett             |
| Villepreux | c.p. |                     |

| Arbitro: | Paddy d'Arcy |

|                      |      |            |
| B. John Richards (4) | mt   |            |
| Jarrett (3)          | tr   |            |
| Jarrett (2)          | c.p. | Hiller (3) |
| B. John              | drop |            |

## Classifica
| Pos | Squadra     | G | V | N | P | PF | PS | DP  | Pt |
| --- | ----------- | - | - | - | - | -- | -- | --- | -- |
| 1   | Galles      | 4 | 3 | 1 | 0 | 79 | 31 | +48 | 7  |
| 2   | Irlanda     | 4 | 3 | 0 | 1 | 61 | 48 | +13 | 6  |
| 3   | Inghilterra | 4 | 2 | 0 | 2 | 54 | 58 | −4  | 4  |
| 4   | Scozia      | 4 | 1 | 0 | 3 | 12 | 44 | −32 | 2  |
| 5   | Francia     | 4 | 0 | 1 | 3 | 28 | 53 | −25 | 1  |